# Chiesa di San Gallo (Praga)
La chiesa di San Gallo (in ceco Kostel svatého Havla) è situata nella Città Vecchia di Praga, capitale della Repubblica Ceca.

## Storia e arte
La chiesa risale al 1280 e fu costruita per la comunità tedesca che viveva a Havelské Město, un quartiere incorporato nella Città Vecchia nel XIV secolo. Nel XVIII secolo la chiesa fu restaurata in stile barocco da Giovanni Biagio Santini, autore della facciata, decorata con statue di santi di Ferdinand Brokoff.
L'interno costodisce dipinti di Karel Škréta, che è qui sepolto. Il più grande e famoso mercato all'aperto di Praga si è svolto dal Medioevo nella via Havelská, sulla quale si affaccia la chiesa.